# Carabidomemnus besucheti
Carabidomemnus besucheti is een keversoort uit de familie van de loopkevers (Carabidae). De wetenschappelijke naam van de soort is voor het eerst geldig gepubliceerd in 1977 door Luna de Carvalho.